# Leonardo II de Alagón
Leonardo II de Alagón y Arborea (Oristán, 1436 - Játiva, 1494) fue un noble sardo.

## Orígenes familiares
Era sobrino de Leonardo I de Alagón y Arborea, al ser hijo de su hermana Bernadeta Cubello y de su marido Artale Alagona y Luna, perteneciendo al linaje Alagona, rama cadete italiana de la casa nobiliaria aragonesa de los Alagón.

## Biografía
Se rebeló contra el virrey Nicolás Carroz de Arborea y de Mur en 1470, al que venció en la batalla de Uras.
El 12 de julio de 1473 fue confirmado como marqués de Oristán, pero Carroz de Arborea le confiscó los bienes en Cagliari, lo cual le hizo ponerse en son de guerra, tomando el castillo de Monreale y otras tierras reales. Pretendía casarse con la hija del conde de Modica, por lo que el virrey fue a Barcelona acusando a Leonardo II de sublevar la isla contra el rey, obteniendo la sentencia de muerte y la confiscación de bienes el 15 de octubre de 1477.
Los sublevados atacaron Logudoro en 1478, pero no consiguieron tomar el castillo de Ardara y fueron vencidos por Angelo Marongio en Mores. El rey envió tropas a Cerdeña, donde los sublevados fueron vencidos en la batalla de Macomer en 1478. Fue traicionado en la huida y capturado en alta mar, siendo llevado a Valencia y más tarde al castillo de Játiva, donde falleció en 1494. Sus títulos pasaron a la corona de Aragón.

## Matrimonio y descendencia
Se casó con María Linan de Morillo con quien tuvo a: 
- Artal de Alagón y Arborea que falleció en combate contra el virrey Nicolás Carroz de Arbórea.
- Antonio, quien escapó junto a su padre y hermano Juan tras la derrota en la batalla de Macomer.
- Juan, quien escapó junto a su padre y hermano Antonio tras la derrota en la batalla de Macomer.
- Eleonora, fue vizcondesa de Sanluri por su matrimonio con Juan de Sena, aliado de su padre en la batalla de